# ヘッドドレス
ヘッドドレス（英: head dress）は、広義には頭部につける衣装・装身具全般のことである。

## 概要
ヘッドドレスの中でも、特に次のようなものをさすことがある。
1. 地位、階級、職業などを表す、派手なもの。
2. 装飾性のあるかぶりもの全般。ミニシルクハットやボンネット、大きな蝶結び状のリボンをカチューシャのように頭上で止めるものも指す。
3. ウェディングドレスに合わせる頭部の装飾具で、生花などを用いるものもある。
4. 日本では特にロリータ・ファッションに用いられるレースやリボンで形作られた帯状、あるいは楕円状の飾りを頭上に載せ、両端から伸びるリボンを首の下もしくは、首筋で結んで固定させる物を指すことが多い。またメイド服などに使われるフリルなどの付いたヘアバンドを指すこともある。これらは略してヘドレとも呼ばれる。

## いろいろなヘッドドレスの例

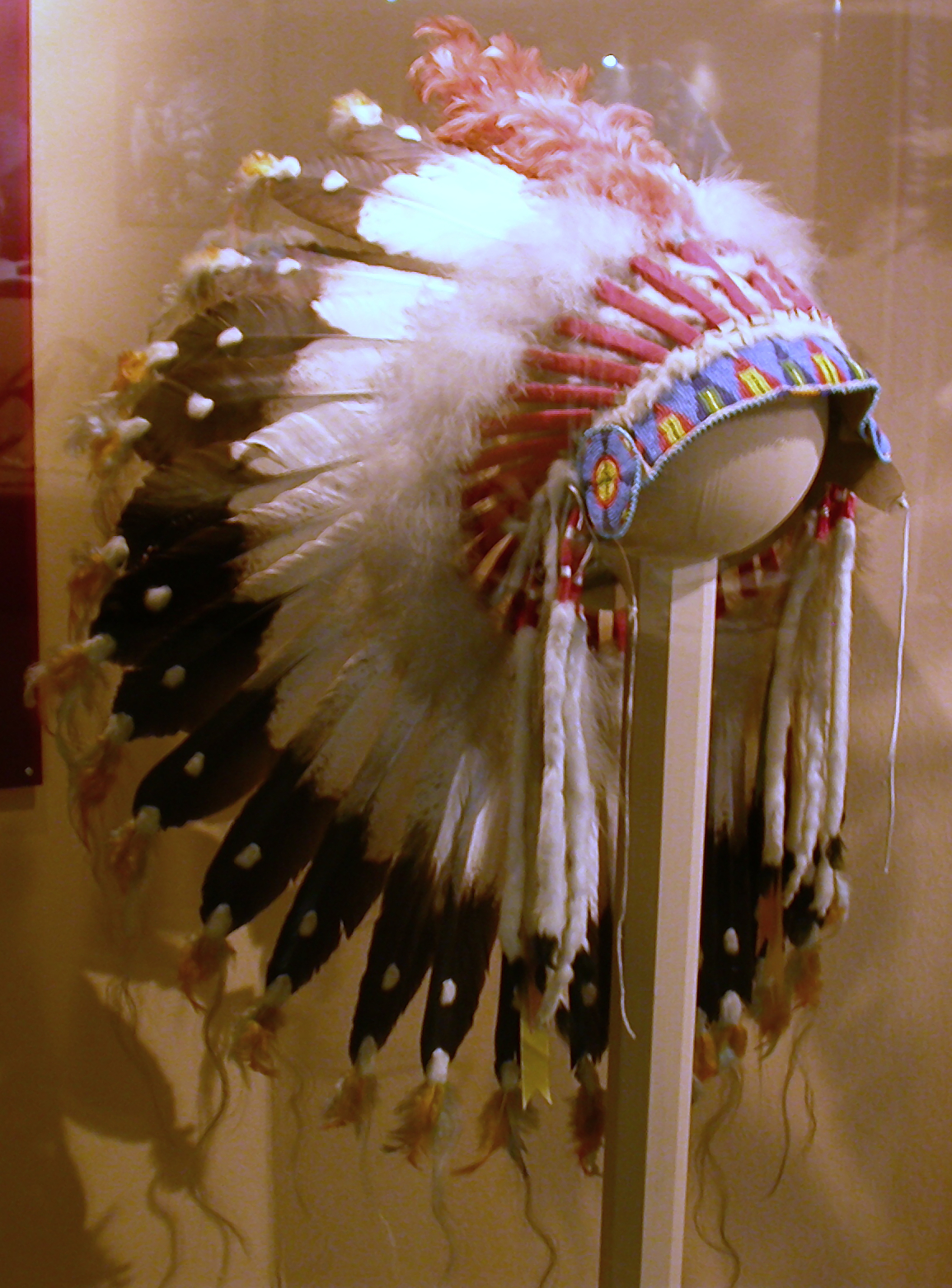
スー族の羽飾り（ウォーボンネット）
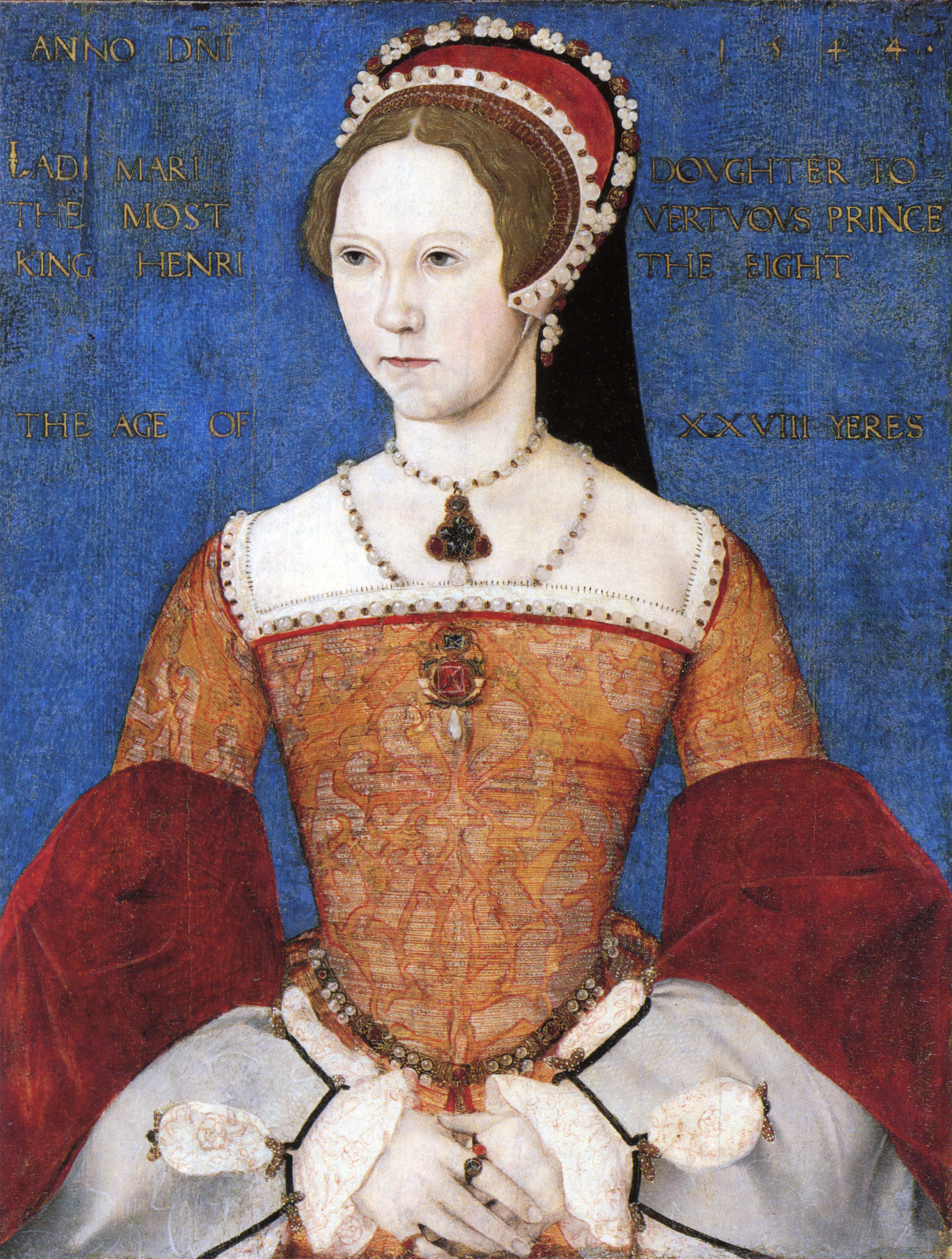
フレンチフード（英語版） (メアリー1世) (1540年代)
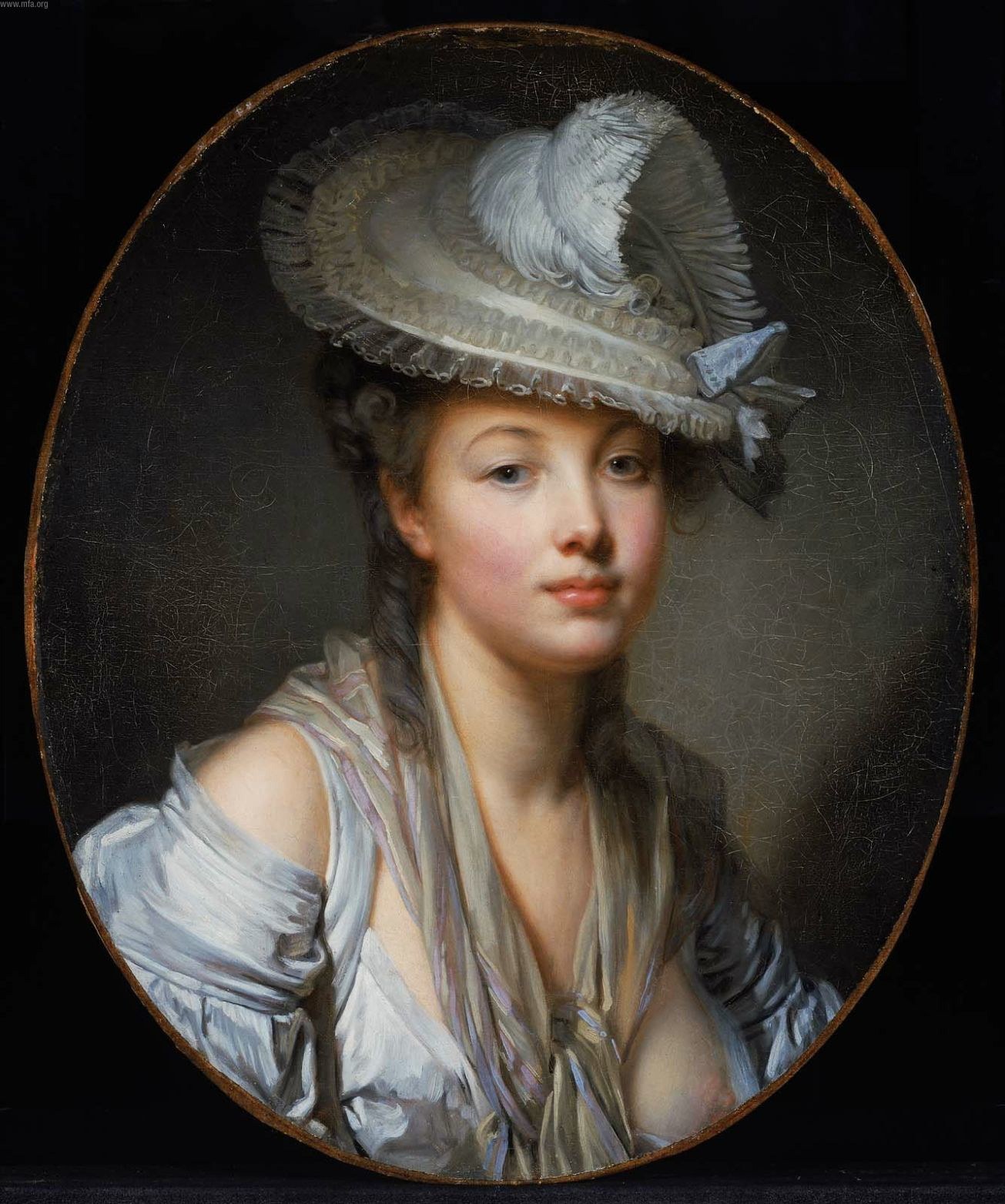
フランスの貴婦人 (18世紀)
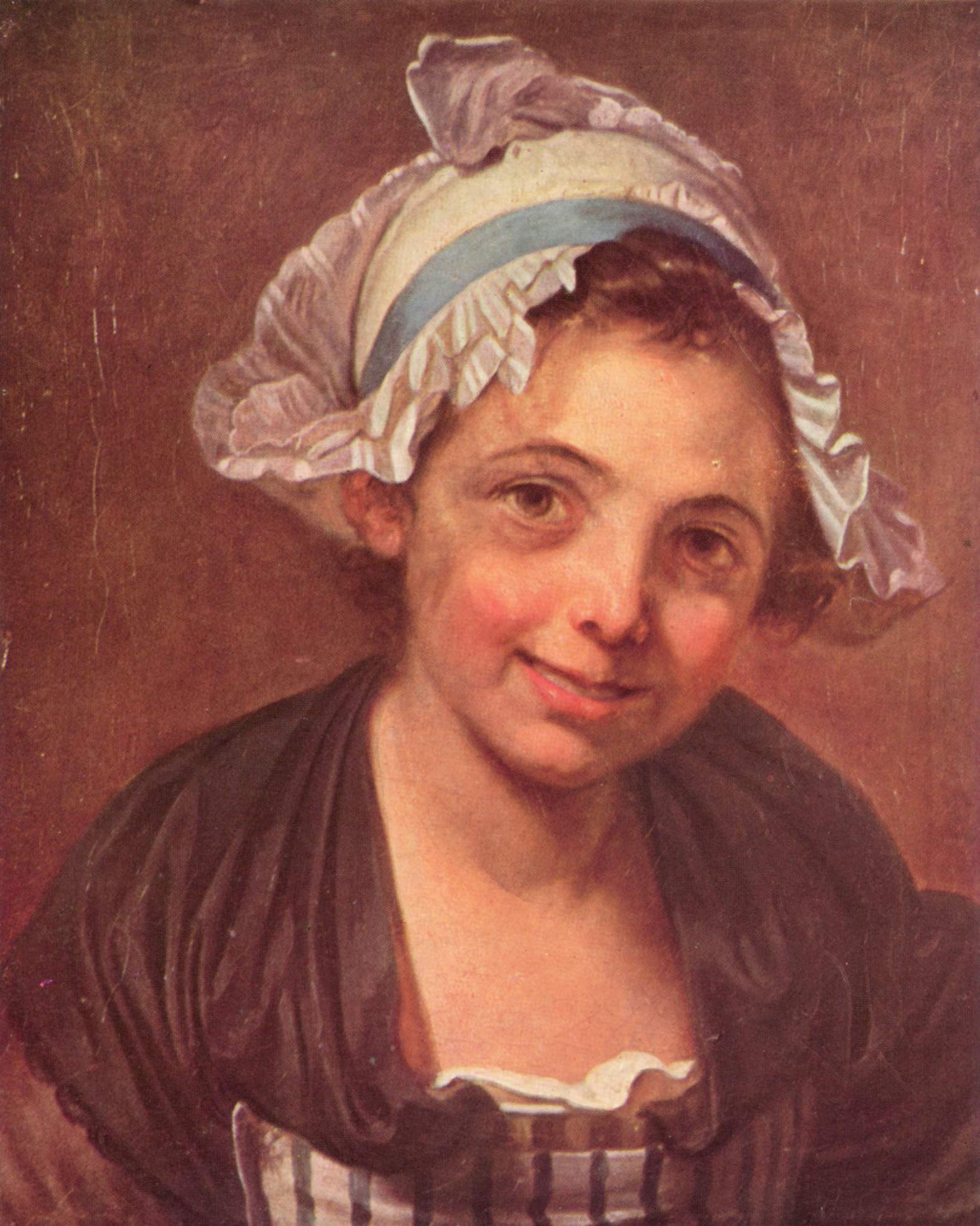
フランスの農婦 (18世紀)
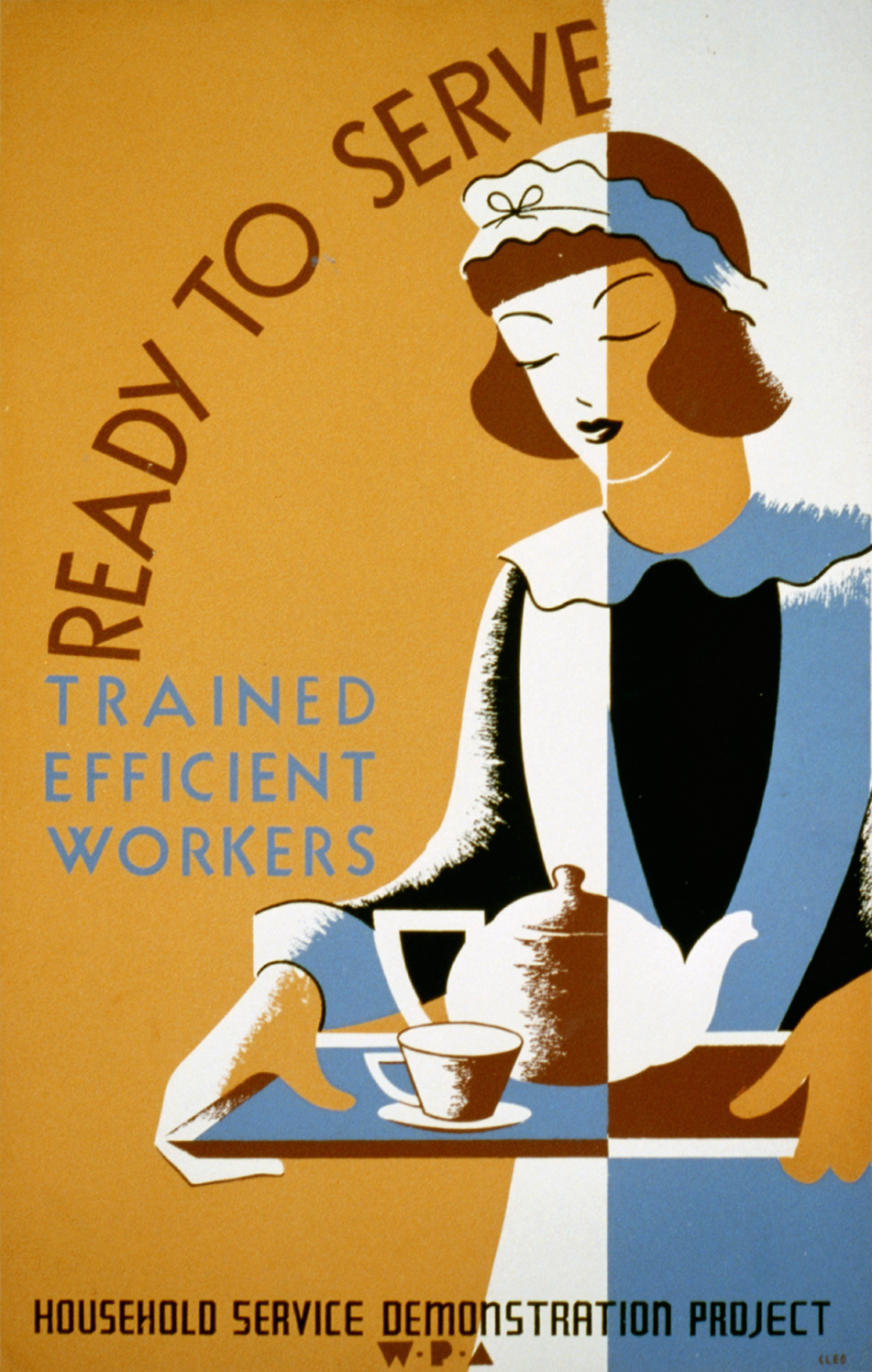
米国の家政婦 (1930年頃)
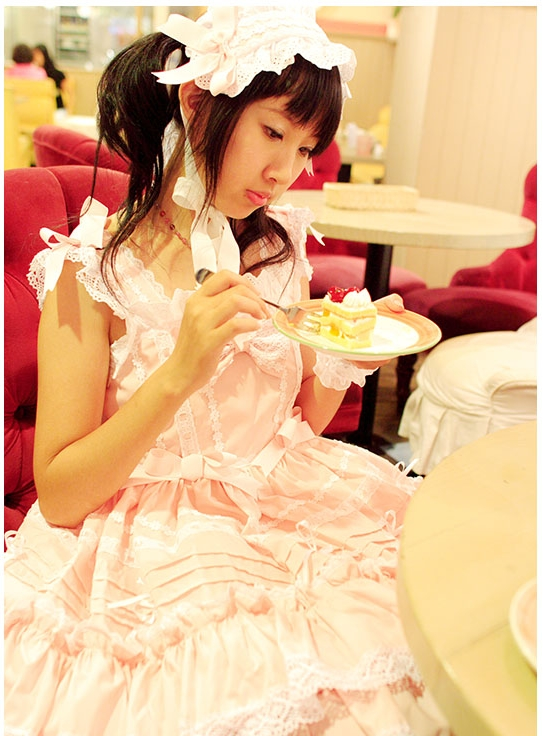
ロリータ・ファッション（台湾・2006年）
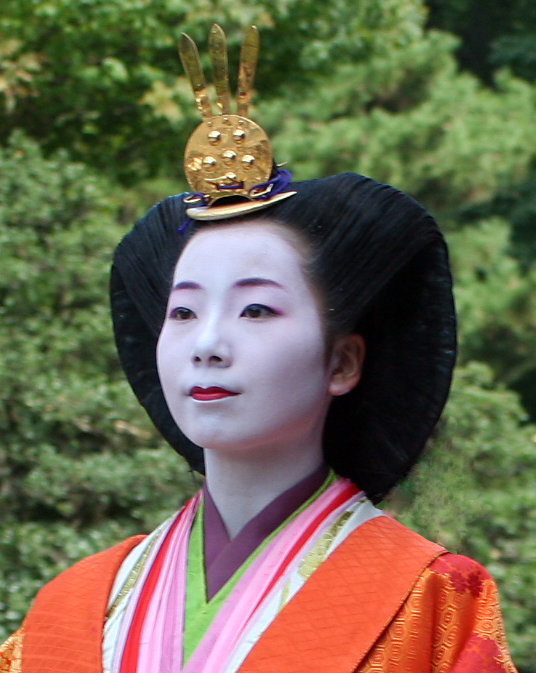
平安時代の女性貴族の髪形大垂髪
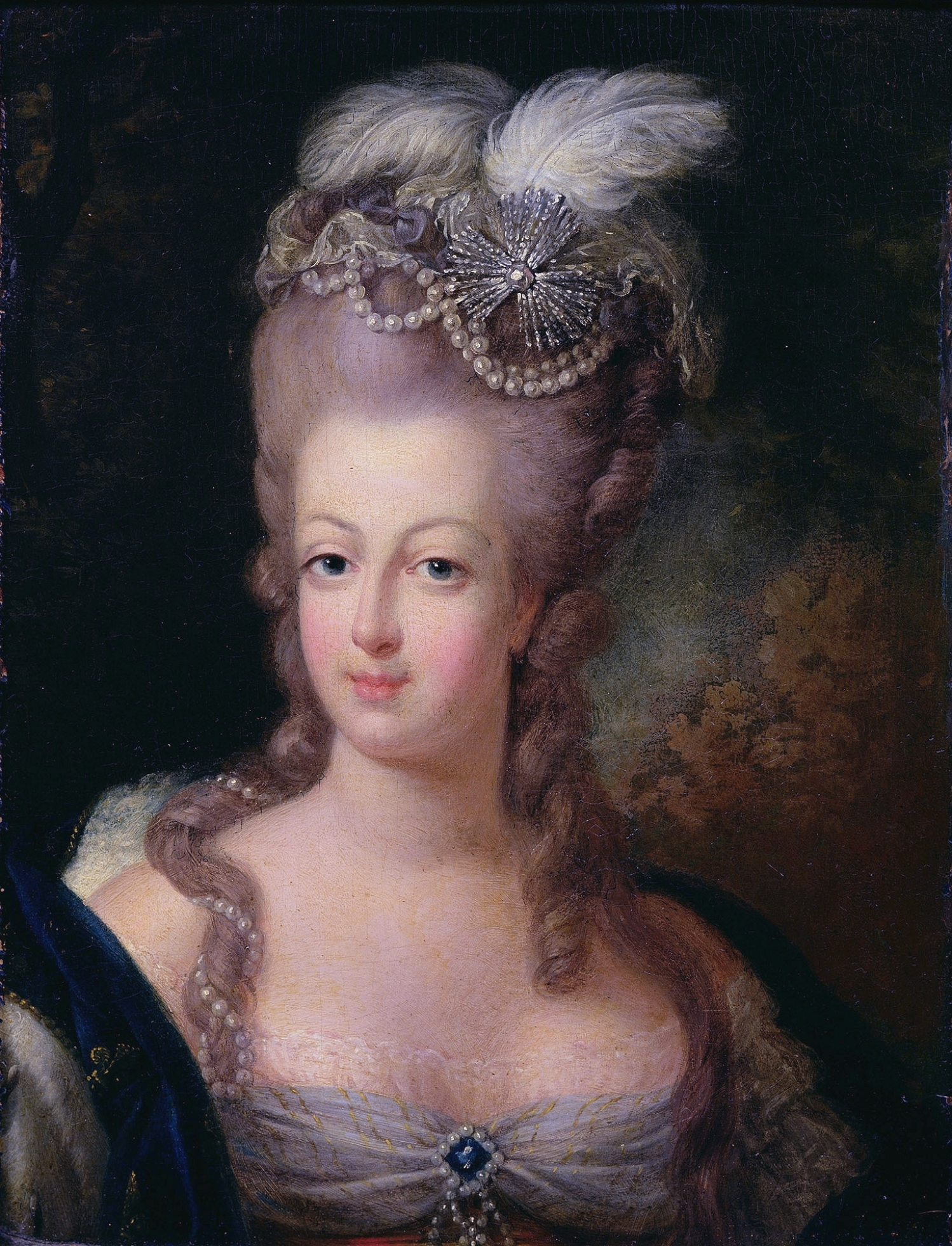
エグレット（マリー・アントワネット）